# Alfred Church Lane
Alfred Church Lane (29 de enero de 1863-15 de abril de 1948) fue un geólogo y profesor estadounidense.

## Biografía
Nacido en Boston, Alfred C. Lane se educó en la Universidad de Harvard recibiendo su Grado A.B. en 1883. Entre 1883 y 1885 enseñó matemáticas en Harvard, al tiempo que estudiaba en la Universidad de Heidelberg hasta que en 1888 consiguió su doctorado en Harvard. 
Al año siguiente, se unió a la Sociedad Estatal de Míchigan, y se mantuvo en ese puesto hasta 1892 mientras también trabajaba como instructor en la Universidad de Minas de Míchigan. Se convirtió en ayudante del geólogo estatal de Míchigan en 1892, y de 1899 a 1909 trabajó como geólogo estatal. Finalmente, se incorporó a la Universidad Tufts en 1892, siendo profesor de geología y mineralogía. 
En 1936 se retiró como profesor emérito.

## Honores
Mientras estaba en Tufts, sirvió como vicepresidente de la División AAAS de Geología en 1907. Recibió un doctorado honorario en Tufts en 1913. De 1922 y 1946 fue presidente del Comité para la Medida del Tiempo Geológico del Consejo de Investigación Nacional. Sirvió también como miembro del Consejo de Visitantes en el Observatorio de Harvard en 1924. 
Alfred Lane fue nombrado asesor de ciencia de la Biblioteca del Congreso en 1929; siendo la primera persona en desempeñar el cargo. En 1931, fue nombrado presidente de la Sociedad Geológica de Estados Unidos. 
Se le otorgó la Medalla Ballou por la Universidad de Tufts en 1940, por su "servicio señalado a la educación y la nación". Durante su carrera, escribió 1087 publicaciones.